# Neolophonotus genitalis
Neolophonotus genitalis är en tvåvingeart som först beskrevs av Ricardo 1925.  Neolophonotus genitalis ingår i släktet Neolophonotus och familjen rovflugor. Inga underarter finns listade i Catalogue of Life.